# 李遺
李 遺（または李蔚、り えい、生没年不詳）は、中国三国時代の人物。父は李恢で従兄弟に李球。

## 民間伝承
以下、民間伝承による。
荊州で関羽が敗れると、関銀屏（関三小姐）は復讐を誓い、関索・関樾・関平の妻（趙雲の娘）らとともに成都まで落ち延びた。その後、諸葛亮は南征の際に建寧郡兪元県（現在の雲南省玉渓市澄江市）出身である李恢を起用し、諸葛亮自ら仲人となって関銀屏を李蔚に嫁がせた。
正史『三国志』・小説『三国志演義』には、民間伝承にあるような記述は一切ない。

### 史跡・旧跡
漢興亭侯李恢の子、李蔚（李遺）と漢寿亭侯関羽の娘（関銀屏、または関三小姐）の合葬墓が玉渓市に現存している。宣統2年（1910年）の墓碑には「漢忠臣興亭侯子李蔚、寿亭侯女関氏三姐之墓」と刻まれ、墓碑脇の墓聯には「墓近聖人宮、父女相睽祗數武」、「神游荊襄界、魂魄長恨於千秋」と刻まれている。
1989年に修復され、2001年に玉渓市の史跡に登録された。